# بالديمورييو
بالديمورييو (بالإنجليزية: Valdemorillo)‏ هي بلدية ومدينة في منطقة الحكم الذاتي وتقع في منطقة مدريد في وسط إسبانيا. تبلغ مساحة هذه المدينة 93.7 (كم²)، ويبلغ عدد سكانها 11045 نسمة حسب إحصاء سنة 2009 م.